# (4241) Pappalardo
(4241) Pappalardo es un asteroide perteneciente al cinturón de asteroides, descubierto el 2 de marzo de 1981 por Schelte John Bus desde el Observatorio de Siding Spring, Nueva Gales del Sur, Australia.

## Designación y nombre
Designado provisionalmente como 1981 EX46. Fue nombrado Pappalardo en homenaje al estadounidense “Neil Pappalardo” pionero en informática de la salud.